# 149P/Mueller
149P/Mueller (także Mueller 4) – kometa krótkookresowa, należąca do rodziny Jowisza.

## Odkrycie
Kometę tę odkryła na płycie fotograficznej 16 lutego 1992 roku Jean Mueller w Obserwatorium Palomar w Kalifornii. Kometa nosi nazwę pochodzącą od odkrywczyni.

## Orbita komety i właściwości fizyczne
Orbita komety 149P/Mueller ma kształt elipsy o mimośrodzie 0,38. Jej peryhelium znajduje się w odległości 2,65 j.a., aphelium zaś 6,01 j.a. od Słońca. Jej okres obiegu wokół Słońca wynosi 9,02 roku, nachylenie do ekliptyki to wartość 29,73˚.
Średnica jądra tej komety to kilka km.